# The Dragon at War
The Dragon at War este un roman fantastic din 1992 scris de Gordon R. Dickson, al patrulea roman din Seria Dragon Knight, serie care prezintă povestea lui Jim Eckert, un om modern care este aruncat din prezent în Anglia medievală, o lume paralelă în care magia este reală și mortală. 

## Povestea
Cu un secol în urmă, dragonul Gleingul s-a luptat și a ucis de unul singur un șarpe de mare. Un veritabil moment David și Goliat având în vedere că șerpii de mare sunt de cel puțin de două ori mai mari decât dragonii. De atunci, a existat o mare animozitate între aceste două specii. Acum, o forță necunoscută a dus la plănuirea unei alianțe între șerpii de mare cu francezii pentru a invada Anglia, astfel încât să poată căuta și ucide toți dragoni. Între timp Carolinus, profesorul de magie al lui Jim, este grav bolnav și se reface la Malencontri. El a fost victima unui atac al unui magician necunoscut și puternic. Prin urmare este timpul ca Jim să descopere identitatea celui din spatele acestui ultim complot. În timpul misiunii sale, Jim va descoperi că a fost vizat de șerpii de mare, care-l văd ca fiind cheia către dragonii englezi.